# Ільмталь-Вайнштрассе
Ільмталь-Вайнштрассе (нім. Ilmtal-Weinstraße) — сільська громада в Німеччині, розташована в землі Тюрингія. Входить до складу району Ваймарер-Ланд.
Площа — 64,84 км2. Населення становить 6308 ос. (станом на 31 грудня 2021).